# Hermila Galindo
Hermila Galindo Acosta conosciuta anche come Hermila Galindo de Topete (Ciudad Lerdo, 2 giugno 1886 – Città del Messico, 18 agosto 1954) è stata un'attivista, scrittrice e femminista messicana.
Fu una delle prime sostenitrici di molte questioni femministe radicali, principalmente l'educazione sessuale nelle scuole, il suffragio femminile e il divorzio. Fu una delle prime femministe ad affermare che il cattolicesimo in Messico stava ostacolando gli sforzi femministi e la prima donna a candidarsi per una carica elettiva in Messico.

## Biografia
Hermila Galindo Acosta nacque a Ciudad Lerdo, nello stato di Durango da Rosario Galindo e Hermila Acosta. Iniziò gli studi a Villa Lerdo e poi frequentò una scuola industriale a Chihuahua imparando contabilità, stenografia, telegrafia, dattilografia, inglese e spagnolo. All'età di 13 anni, tornò a casa e iniziò a dare lezioni private di stenografia e dattilografia ai bambini e nel 1911 si trasferì a Città del Messico.
Arrivata a Città del Messico entrò a far parte di un club liberale e divenne una pubblica sostenitrice di Venustiano Carranza, facendo pressioni contro Porfirio Díaz. Fu scoperta da Carranza mentre pronunciava un discorso di benvenuto al suo ritorno nella capitale. Le offrì quindi l'opportunità di lavorare con lui a Veracruz. Divenne la sua segretaria privata e continuò a raccogliere sostegno a favore dei diritti delle donne messicane e delle ideologie liberali. Carranza sostenne i suoi sforzi, permettendole di distribuire propaganda femminista negli stati messicani meridionali di Tabasco, Campeche e Yucatán, e nello stato tradizionalmente liberale di Veracruz, così come nello stato natale di Carranza, Coahuila, San Luis Potosí e Nuevo León. Carranza la nominò anche sua rappresentante a Cuba e in Colombia, per pubblicizzare le sue politiche nell'America Latina.

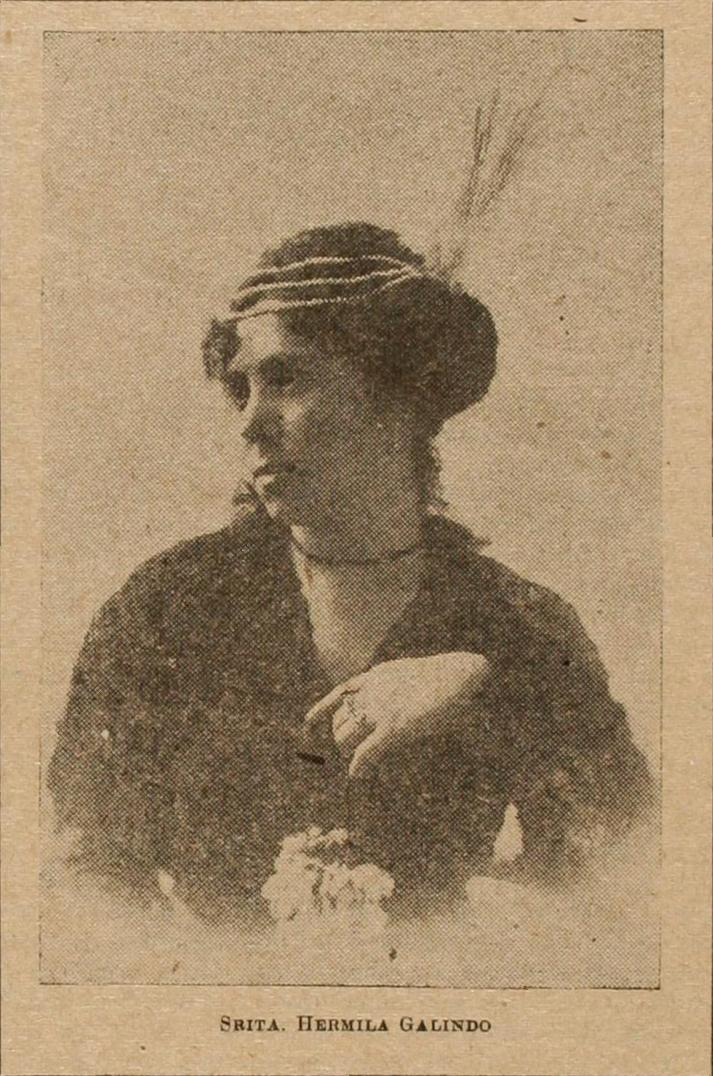
Ritratta in una foto pubblicata su La Mujer moderna nel 1917

Nel 1915, fondò una rivista chiamata La Mujer moderna ("La donna moderna"). Insieme a saggi che discutevano di idee femministe, servì da propaganda a sostegno di Carranza. Quasi tutte le sue opere aiutarono in qualche modo la campagna politica di Carranza. La rivista conteneva anche articoli che esprimevano la sua disapprovazione nei confronti della Chiesa cattolica e dei suoi metodi di controllo. Fu una delle prime femministe a parlare della chiesa e della sua visione delle donne. Collaborò con molte altre giornaliste e femministe, con la maggior parte di queste donne provenienti dalla Spagna che stavano combattendo per i suoi stessi ideali. Le donne più famose che scrissero sulla sua rivista furono María Luisa de la Torre de Otero, Clarisa P. de Torres, Julia D. Febles Cantón Vda. de Palomeque, Micaela Rosado de P., Bolivia M. de Rivas, Rosario Rivas Hernández, María Pacheco, Artemisa N. Sanz Royo e Luz Calva. Sebbene la rivista fosse intitolata La Mujer moderna, includeva articoli di giornalisti maschi. Scrisse anche la biografia di Carranza e almeno altri cinque libri.  Uno dei suoi libri, Un presidenciable: el general Don Pablo Gonzalez, era un biografia del generale Pablo González Garza, durante la rivoluzione messicana sotto il presidente Carranza. Il suo sostegno a Carranza era incredibilmente evidente perché tutte le sue opere erano legate a lui; anche la rivista femminista.
All'epoca le sue opinioni sull'educazione sessuale e sulla sessualità delle donne erano considerate estremamente radicali. Il suo approccio alla ricerca dell'uguaglianza e dei diritti delle donne venne considerato controverso. Durante il Congresso femminista del 1916, a cui non partecipò, César González, un amministratore dell'istruzione di Carranza, lesse una dichiarazione in cui Galindo attaccava il doppio standard maschile in Messico. Dopo che queste dichiarazioni erano state lette, i gruppi di donne conservatrici si schierarono sulla difensiva e fecero una dichiarazione che sosteneva il ruolo tradizionale delle donne e si opponeva alla loro istruzione.
Carranza permise a Galindo di presentare una proposta per l'uguaglianza delle donne al Congresso Costituente del 1917, ma fu cancellata dall'ordine del giorno finale. Il suo forte sostegno a Carranza era evidente nei suoi scritti, che esprimevano la sua fiducia in lui e il suo potenziale per creare una rivoluzione sociale. Attraverso lui credeva che le donne potessero ottenere il voto e che ci fosse speranza per la riforma sociale. Alla fine, Carranza non riuscì a realizzare il cambiamento che aveva promesso. Invece, a causa della corruzione, fu visto come un nemico della Rivoluzione, che lasciò Galindo disillusa.
Il 2 marzo 1917, prese in mano la situazione e si candidò a Deputato del 5° collegio elettorale di Città del Messico. La storica Gabriela Cano, scrisse che "era la prima volta che, in Messico, una donna si contendeva per scelta elettorale". Sebbene alcuni documenti mostrino che Galindo ottenne la maggioranza dei voti, il Collegio elettorale non ritenne validi i suoi risultati, sostenendo che stavano solo rispettando la legge che vietava alle donne di candidarsi. Accettò la decisione, ma chiarì che il suo scopo era stato quello di mostrare pubblicamente che le donne potevano essere elette e avrebbero dovuto essere autorizzate a ricoprire cariche pubbliche.
Nel 1923 partecipò a un Congresso femminista nello Stato di Tabasco e organizzò diversi club rivoluzionari a Campeche, Tabasco, Veracruz e Yucatán. Si sposò nello stesso anno e pose fine al suo coinvolgimento politico.
Morì il 18 agosto 1954 a Città del Messico.

## Omaggi
- Il 20 novembre 2020 la sua effigie è stata stampata sulla nuova banconota da 1000 pesos messicani.[7]

## Opere selezionate
- La Mujer moderna (1915-1919) (in spagnolo)
- Studio de la Srita. Hermila Galìndo: con motivo de los temas que han de absolverse en el Segundo Congreso Feminista de Yucatán, Noviembre 20 de 1916 (1916) (in spagnolo)
- La doctrina Carranza y el acercamiento indo-latino (1919) (in spagnolo)
- Un presidenziale: el general Don Pablo Gonzalez (1919) (in spagnolo)
- "Mi grano de arena en esa hermosa labor." in La doctrina Carranza y el acercamiento indolatino, pp. 159–167. Messico 1919.